# Чернохвостый трогон
Чернохвостый трогон (лат. Trogon melanurus) — вид птиц из семейства трогоновых (Trogonidae). Встречается в Панаме и северной части Южной Америки.

## Таксономия и систематика
Международный союз орнитологов выделяет у чернохвостого трогона три подвида: номинальный T. m. melanurus, T. m. macroura и Т. m. eumorphus. Таксономия Клементса добавляет четвертый подвид, T. m. occidentalis. До начала 2000-х годов T. mesurus считался ещё одним подвидом чернохвостого трогона. Подвид аспидохвостого трогона (T. massena australis) иногда рассматривается как подвид чернохвостого трогона, а T. m. macroura был предложен как отдельный вид.

## Описание
Чернохвостый трогон имеет длину от 28 до 30 сантиметров, а массу — от 52 до 122 грамм. Самец номинативного подвида имеет желтый клюв, черноватое лицо и оранжево-красное кольцо вокруг глаза. Макушка, затылок, верх и грудь зеленые. Белая полоса отделяет грудь от красного живота. Верхняя часть хвоста темно-синего цвета, а нижняя — серо-серого цвета. Верхняя челюсть у самки решетчатая. Самка серая там, где самец зеленый. Серая грудь простирается в верхнюю часть живота. Вместо оранжево-красного кольца вокруг глаза есть белые дуги.

## Ареал
Ареал Т. m. macroura отличается от других подвидов. Он находится в Панаме к востоку от зоны канала через северную Колумбию до крайнего северо-запада Венесуэлы . Номинант Т. m. melanurus встречается от востока Колумбии через юг Венесуэлы и Гвианы и на юге северо-востока Бразилии до штата Мараньян. Т. m. eumorphus встречается к югу от ареала T. m. melanurus, от юга Колумбии через восточный Эквадор и Перу до северной Боливии и на восток до Амазонской Бразилии. Чернохвостый трогон населяет различные ландшафты в разных частях своего большого ареала. В Панаме он встречается внутри и на окраинах влажных низин и предгорных лесов, как первичных и вторичных. В Венесуэле и Французской Гвиане обитает в тропических лесах. В Колумбии, к западу от Анд он обитает на высоте до 2200 метров но в основном намного ниже; к востоку от Анд он обитает на высоте до 500 метров.

## Рацион
В рацион чернохвостого трогона входит большое количество насекомых, а также фрукты и иногда небольшие земноводные и рептилии.

## Охранный статус
МСОП оценил чернохвостого трогона как вызывающего наименьшие опасения.